# Sergei Dmitrijewitsch Chodorowitsch
 Sergei Dmitrijewitsch Chodorowitsch (russisch Сергей Дмитриевич Ходорович, wiss. Transliteration Sergej Dmitrievič Chodorovič; geb. 8. Februar 1940  in Stalingrad) ist ein sowjetisch-französischer Menschenrechtler. Er war einer der Leiter der Solschenizyn-Stiftung in der UdSSR und lebt seit Mai 1987 in Paris.

## Biografie
Sergei Chodorowitsch wurde 1940 in Stalingrad geboren. 1960 machte er seinen Abschluss an der Technische Schule für Bauwesen Barnaul (Барнаульский строительный техникум). Von 1965 bis 1972 lebte er auf der Krim, ab 1972 in Moskau. Er arbeitete als Software-Ingenieur. Von 1977 bis 1983 war er Verwalter des öffentlichen  Öffentlichen Russischen Hilfsfonds für politische Gefangene und deren Angehörige (Solschenizyn-Fonds), der auf der Grundlage von  Alexander  Solschenizyns Vermögen eingerichtet wurde. Er lebte in Moskau. Er wurde am 7. April 1983 verhaftet. Vom Moskauer Stadtgericht wurde er am 15. Dezember 1983 gemäß Paragraph 190 (1) zu 3 Jahren Arbeitslager verurteilt. In einem Lager in Norilsk wurde er wegen böswilliger Verletzung des Regimes angeklagt und im April 1986 zu einer neuen dreijährigen Haftstrafe verurteilt. Ende März 1987 wurde er entlassen. Er lebt seit Mai 1987 in Paris.
Die unter den Dissidenten sehr aktive sowjetisch-französische Linguistin und Menschenrechtlerin Tatjana Chodorowitsch (1921–2015) war seine Cousine, durch sie konnte er „schnell an Samisdat und Tamisdat kommen und alles lesen“.
Andrei Sacharow zählte Sergei Chodorowitsch, Schichanowitsch, Korjagin mit einer Reihe verschiedener weiterer Personen in einen Spiegel-Interview zu denen, die Transparenz in Bezug auf die Menschenrechte verlangt haben, und die „nicht nur in Haft, sondern auch grausamen Repressionen ausgesetzt“ gewesen seien.